# Talamancia alba
Talamancia alba är en mångfotingart som beskrevs av Loomis 1974. Talamancia alba ingår i släktet Talamancia och familjen Chelodesmidae. Inga underarter finns listade i Catalogue of Life.